# Korps-Abteilung B
Korps-Abteilung B was een provisorische eenheid van de Duitse Wehrmacht ter grootte van een divisie, die aan het oostfront werd gevormd tijdens de Tweede Wereldoorlog uit de resten van meerdere zwaar aangeslagen infanteriedivisies. De eenheid kwam in actie in de winter 1943/44 langs de Dnjepr en werd omsingeld en grotendeels vernietigd in de Kessel van Tsjerkasy. Begin maart 1944 werd de Korps-Abteilung B opgeheven.

## Geschiedenis

### Oprichting

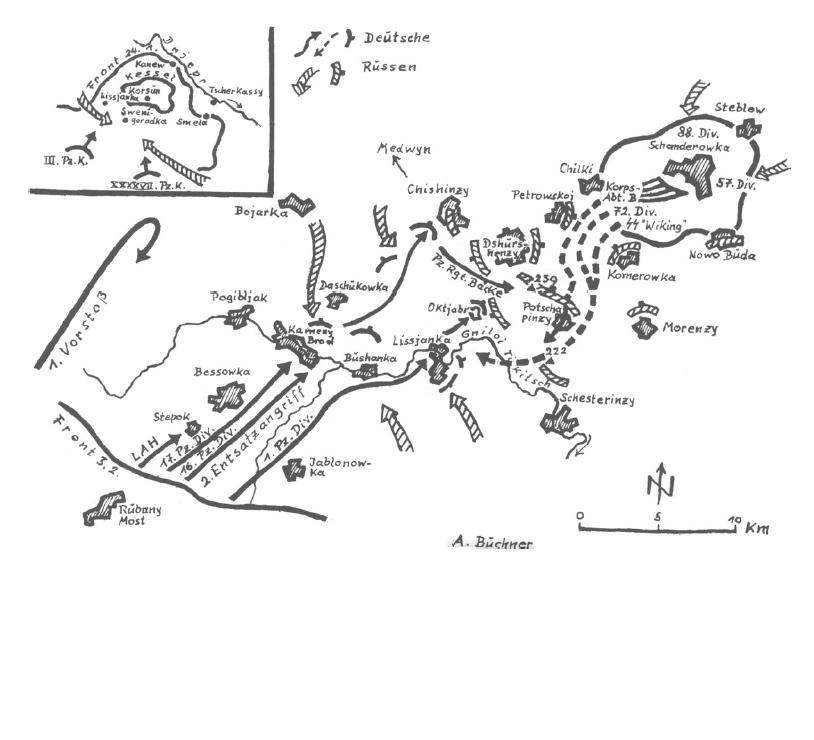
De uitbraak uit de Kessel van Tsjerkasy

Korps-Abteilung B werd opgericht op 2 november 1943 bij Heeresgruppe Süd rond Kanev. De Korps-Abteilung werd georganiseerd als Infanterie-Division neuer Art. De eenheid was samengesteld uit de resten van drie infanteriedivisies, die in de voorafgaande gevechten aan het oostfront zwaar waren aangeslagen. Deze Korps-Abteilung was samengesteld uit de resten van de 112e, 255e en 332e Infanteriedivisies. De staf was de voormalige staf was van de 112e Infanteriedivisie. De regimenten werden aangeduid als Divisions-Gruppen (divisiegroepen). De bataljons werden aangeduid als Regimentsgruppen (regimentsgroepen).

### Frontinzet
De drie originele divisies waren in september en oktober 1943 in actie geweest aan de zuidelijke sector van het Sovjet Boekrin/Kanev bruggenhoofd. Hier, bij Kanev aan de Dnjepr, begon dus ook de geschiedenis van de Korps-Abteilung B. Deze stelling kon lang gehouden worden, aangezien er weinig Sovjetactiviteit was. Maar het Rode Leger rukte wel op aan de flanken van het 8e Leger en tegen eind januari 1944 werd een offensieve eindsprint ingezet. De Korps-Abteilung geraakte vanaf 28 januari 1944 in de Kessel van Tsjerkasy met het 11e en 42e Legerkorps. Dankzij een snel opgezette ontzettingspoging kon een groot deel van de troepen tegen 17 februari 1944 ontsnappen uit de omsingeling. Maar daarmee was de Korps-Abteilung B wel grotendeels vernietigd als eenheid.

### Het einde
De Korps-Abteilung B werd officieel met bevelen van 2 en 10 maart 1944 opgeheven en de onderdelen werden verdeeld. De resten werden voornamelijk gebruikt voor opvulling van de  57e en 88e Infanteriedivisies:
- De Divisiegroep 112 werd daarbij omgedoopt in Grenadierregiment 110 en op 4 april 1944 in de 88e Infanteriedivisie ingevoegd.
- De I. en III./Art.Rgt. 86 werden omgedoopt als I. en III./Art.Rgt. 157 (i.p.v. deze zelfde eenheden die opgeven waren) en kwamen dus bij de 57e Infanteriedivisie, net als 3./Pi.Btl. 112.
- De staf en de Nachr.Abt. werden op 25 mei 1944 gebruikt voor de oprichting van het Kavalleriekorps, waarbij de Inf.Div.Nachr.Abt. 112 omgedoopt werd in Kav.Korps-Nachr.Abt. 112.

## Samenstelling
- Staf Korps-Abteilung B (van 112e Infanteriedivisie)
- Divisionsgruppe 112 uit de staf van Grenadierregiment 258, Regimentsgruppe 110 (III./110) en 258 (II./258)
- Divisionsgruppe 255 uit de staf van Grenadierregiment 465, Regimentsgruppe 465 (I./465) en 475 (III./465)
- Divisionsgruppe 332 uit de staf van Grenadierregiment 475, Regimentsgruppe 677 (I./475) en 678 (II./475)
- Artillerieregiment 86 (van 86e Infanterieidivise met ingevoegde Artillerie-Abteilung III./332)
- Divisions-Füsilier-Bataillon (A.A.) 112 (met delen Aufkl.Abt. 255 en 332)
- Panzerjäger-Abteilung 112 (met resten Panzerjäger-Abteilung 255)
- Pionier-Bataillon 112
- Nachrichten-Abteilung 112
- Feldersatz-Bataillon 112
- Nachschubtruppen 112 (met delen van 255 en 332)

## Commandanten
| Rang                                                 | Naam                 | Begin           | Eind                 |
| ---------------------------------------------------- | -------------------- | --------------- | -------------------- |
| Generalleutnant                                      | Theobald Lieb        | 2 november 1943 | 1 februari 1944      |
| Oberst vanaf 1 februari 1944 Generalmajor (posthuum) | Hans-Joachim Fouquet | 1 februari 1944 | 17 februari 1944 (†) |

Oberst Fouquet raakte zwaar gewond bij de uitbraakpoging uit de pocket van Tsjerkasy, raakte krijgsgevangen, maar overleed nog dezelfde dag aan zijn verwondingen.

## Bovenliggende bevelslagen
| Legerkorps       | Leger          | Legergroep       | Plaats/regio | Begin           | Eind             |
| ---------------- | -------------- | ---------------- | ------------ | --------------- | ---------------- |
| 24e Pantserkorps | 4. Panzerarmee | Heeresgruppe Süd | Kanev        | 2 november 1943 | 31 december 1943 |
| 42e Legerkorps   | 8. Armee       | Heeresgruppe Süd | Tsjerkasy    | 1 januari 1944  | 17 februari 1944 |
|                  | 8. Armee       | Heeresgruppe Süd | ?            | maart 1944      |                  |